# Torre San Pietro in Bevagna
La torre di San Pietro è una torre costiera antisaracena del comune di Manduria, presente nella frazione di San Pietro in Bevagna. Annessa alla torre vi è la chiesa di San Pietro, edificata nel luogo in cui San Pietro apostolo sbarcò in Puglia. Oggi la torre è situata in Piazza delle Perdonanze in pieno centro di San Pietro in Bevagna, la marina di Manduria. Comunica ad est con Torre delle Saline, tra le località di Specchiarica e Torre Colimena, e ad ovest con Torre Borraco, tra Campo de'Messapi e Campomarino di Maruggio.

## Descrizione

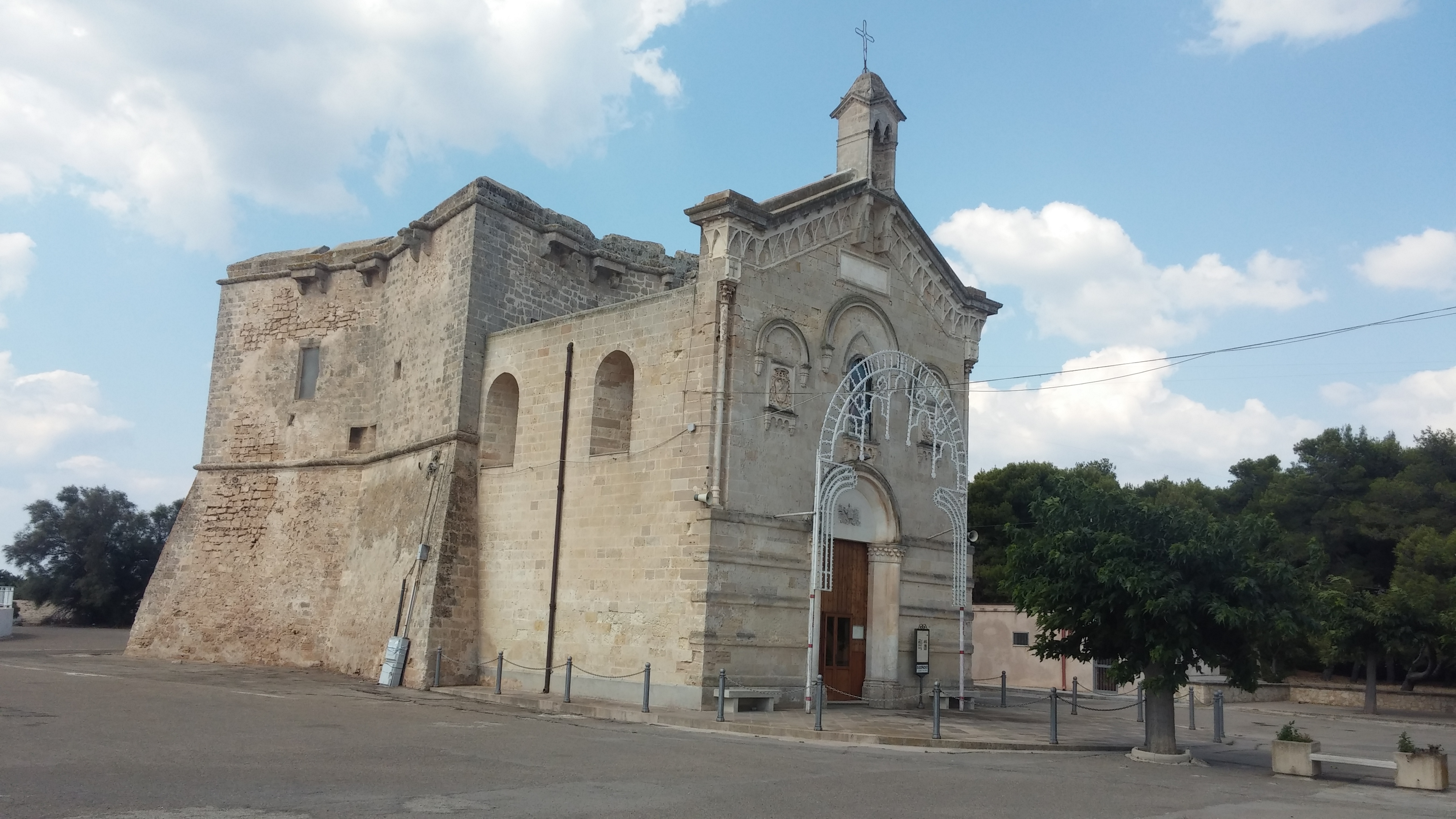
Chiesa annessa alla torre

La torre di San Pietro in Bevagna si distingue per la sua singolare pianta a stella con quattro punte, detta "a cappello di prete", unica insieme a torre Santa Sabina e a torre della tonnara di Cofano. Questa forma si ispira a Castel Sant'Elmo di Napoli, con i nuovi precetti dell'architettura militare introdotti da Pedro Luis Escrivà. La torre è stata donata nel 1092 da Ruggero d'Altavilla ai monaci dell'Abbazia di San Lorenzo di Aversa, che tra la fine del XV e l'inizio del XVI secolo vi costruirono una chiesa dai caratteri neogotici. Nel 1578 la Regia Corte espropria la torre ai benedettini di Aversa con una somma di 807 ducati e viene ceduta alla diocesi di Oria come dimora del rettore del santuario nel 1845 da Francesco II delle Due Sicilie. Diviene di proprietà demaniale nel 1860 con l'incameramento dei beni di proprietà ecclesiastica da parte del Regno d'Italia, per poi essere ceduta al comune di Manduria quarant'anni dopo. Nel corso degli scavi archeologici eseguiti nel 2004 sono stati riportati alla luce sepolture di epoca bizantina e reperti numismatici, facendo supporre l'esistenza di una precedente cripta ipogea al di sotto della chiesa. Presenta una facciata a capanna con portale lunettato contenente uno stemma papale in bassorilievo e sormontato da una finestra e altri due stemmi ai lati di essa, per poi terminare con un piccolo campanile a vela sulla cima. L'interno è costituito da un'unica navata con l'altare ricavato nella torre.